# Neuwalde (Leutersdorf)
Neuwalde ist ein Gemeindeteil von Leutersdorf im Landkreis Görlitz.

## Geografie

### Lage
Neuwalde liegt im südlichen Teil des Landkreises im Neugersdorfer Lössrückengebiet in der Östlichen Oberlausitz. Im Osten erhebt sich der Wacheberg (452,4 m), westlich eine dem Hutungsberg vorgelagerte namenlose Kuppe (455,2 m) im Neugersdorfer Stadtwald. In Neuwalde entspringt der nach Süden abfließende Leitengraben. Nördlich des Ortes liegt die Quelle des Leutersdorfer Wassers, westlich die des Kaltbaches.
Die Staatsstraße S 148 von Ebersbach/Sa. nach Oberhennersdorf (Horni Jindrichov) verläuft nördlich von Neuwalde.

### Nachbarorte
| Neugersdorf         | Neugersdorf, Hetzwalde                      | Neueibau                           |
| Aloisburg (Aloisov) | Kompassrose, die auf Nachbargemeinden zeigt | Oberleutersdorf, Mittelleutersdorf |
| Seifhennersdorf     | Harthe                                      | Niederleutersdorf, Neuleutersdorf  |

### Straßen
Der Ortsteil besteht aus den Straßen Neuwalde, Wachestraße und Karasekweg.

## Geschichte

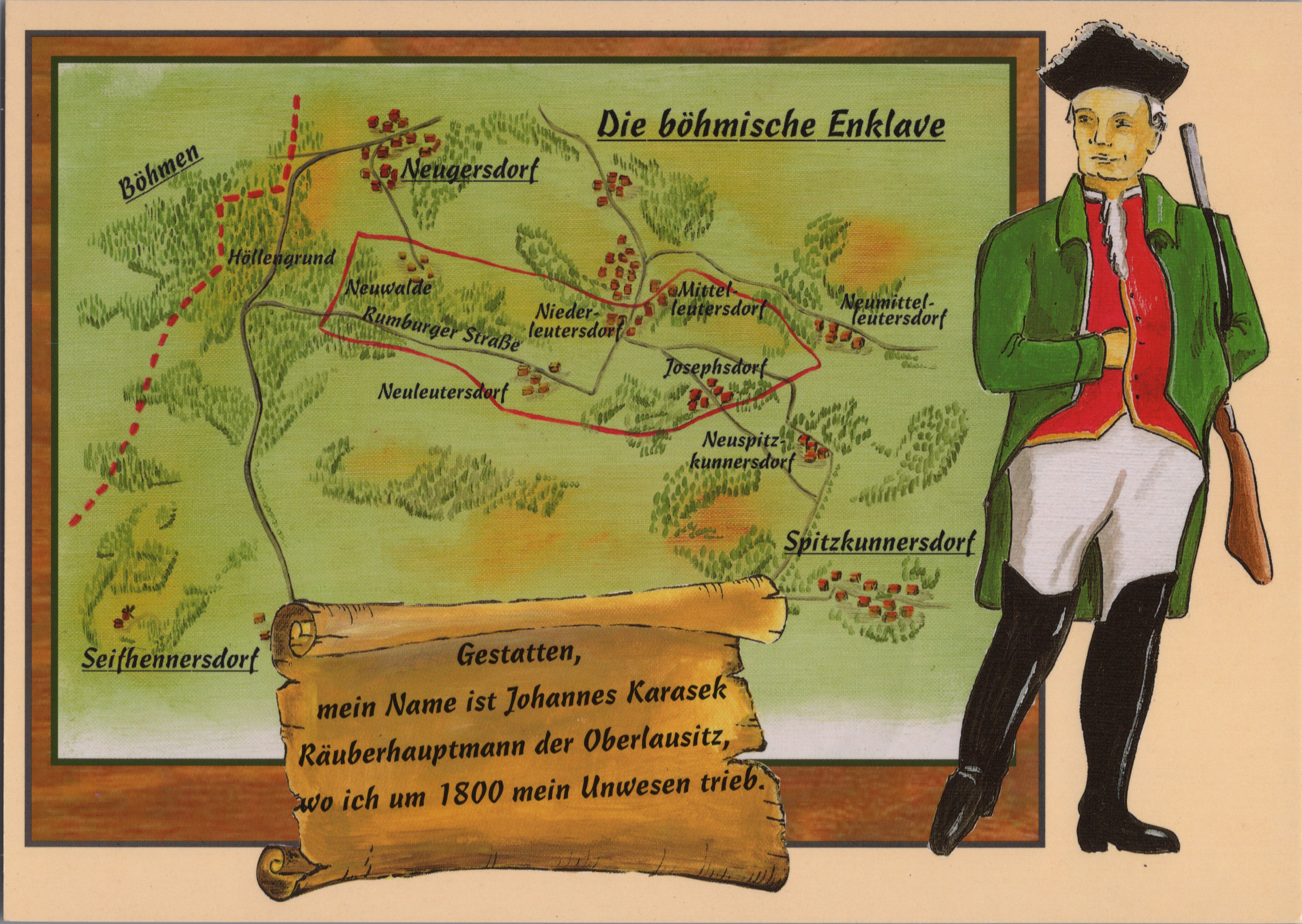
Räuberhauptmann Johannes Karasek auf einer Ansichtskarte

Neuwalde wurde wahrscheinlich zu Beginn des 17. Jahrhunderts auf der zur böhmischen Herrschaft Rumburg gehörigen Leutersdorfer Exklave angelegt. Der Name der Siedlung wird von "Neue Welt" abgeleitet. Die erste urkundliche Erwähnung erfolgte 1718 im Zuge der Erhebung der Rumburger Herrschaft zum Fideikommiss durch Fürst Wenzel von Liechtenstein. Zum Ende des 19. Jahrhunderts nutzte die Räuberbande von Anton Palme, später von Johannes Karasek die Exklave aus ihr Quartier. Nach der Verhaftung Karaseks wurde der Neuwalder Gerichtskretscham "Kreibichschänke" zur Abschreckung abgerissen.
1830 bestand der regellose Häuslerabbau Neuwalde aus 12 Häusern. Seine Bewohner waren evangelisch-lutherisch und verrichteten ihren Gottesdienst im sächsischen Oberleutersdorf. Durch den Haupt-Gränz- und Territorial-Recess zwischen dem Königreich Sachsen und Kaisertum Österreich vom 5. März 1848 kam die böhmische Exklave Leutersdorf am 12. März 1849 zu Sachsen und daraus die Gemeinde Niederleutersdorf gebildet. 1907 erfolgte die Vereinigung der Gemeinden Niederleutersdorf, Oberleutersdorf und Josephsdorf zu Landgemeinde Leutersdorf.
Auf dem Wacheberg befinden sich heute mehrere Windräder.

### Verwaltungszugehörigkeit
1777: Leitmeritzer Kreis, 1849: Landgerichtsbezirk Löbau, 1856: Gerichtsamt Großschönau, 1875: Amtshauptmannschaft Zittau, 1952: Kreis Zittau, 1994: Landkreis Löbau-Zittau, 2008: Landkreis Görlitz

### Einwohnerentwicklung
| Jahr | Einwohner                   |
| ---- | --------------------------- |
| 1785 | 2 besessene Mann, 8 Häusler |
| 1830 | 62                          |
| 1834 | 54                          |
| 1875 | 67                          |

## Ortsbild
Die Häusergruppe gehört zu Flur Niederleutersdorf.  Neben dem Siedlungskern um die Karasekschenke ist auch eine davon abgetrennte Häusergruppe am südlichen Stadtrand von Neugersdorf zu Neuwalde zugehörig.

## Unternehmen

### Kreibichschenke
Die Kreibichschenke befand sich im südlichen Teil von Neuwalde im Leitenbachgrund am Weg nach Neuleutersdorf und diente als Gerichtskretscham. Benannt war sie nach dem Wirt Johann Georg Kreibich. Die Schenke war zum Ende des 18. Jahrhunderts Unterschlupf der im sächsisch-böhmischen Grenzgebiet agierenden Räuberbande des k.k. Deserteurs Anton Palme. Der aus Prag stammende Johannes Nepomuk Karasek, der ebenfalls aus der k.k. Armee desertiert war, wurde 1795 Mitglied der Bande. In Neuwalde lernte er die attraktive Schwester des Wirtes, Maria Magdalena Kreibich, kennen. Beide heirateten am 27. September 1795 in der katholischen Hofkirche in Dresden, am 2. Januar 1797 kam ihre gemeinsame Tochter Veronika zur Welt. Nachdem der Räuberhauptmann Palme 1797 bei einem missglückten Einbruch beim Leinwandhändler Kühnel in Niederoderwitz erschlagen worden war, wurde Karasek, mit der Bedingung, keine Raubzüge mehr im eigenen Revier zu unternehmen, zum neuen Anführer der Bande gewählt. Über mehrere Jahre beging die Bande Karaseks erfolgreich Einbrüche im südlichen Teil der Oberlausitz, er selbst lebte in Neuwalde und kleidete sich als Jäger.
Als die Bande in der Nacht vom 31. Juli zum 1. August 1800 erstmals wieder in der unmittelbaren Umgebung aktiv wurde und beim Rittergutsbesitzer Glathe im sächsischen Oberleutersdorf einbrach und auf ihrer Flucht zur Kreibichschenke Teile der Beute verlor, konnten sächsische Dragoner am 2. August die nach Neuwalde führende Spur aufnehmen. Karasek wurde schließlich in  Seifhennersdorf festgenommen und im Gerichtskretscham Oberleutersdorf mehrtägig verhört. Später wurde er in Bautzen zum Tode verurteilt. Zwecks Abschreckung weiterer Räuber wurde die Kreibichschenke am 11. Mai 1804 abgerissen.

### Karasekschenke
Die Karasekschenke war ursprünglich das Haus des Forstverwalters des Rittergutes Oberleutersdorf und stand außerhalb der böhmischen Exklave. Das Forsthaus wurde 1703 errichtet. Zwischen 1898 und 1969 wurde das "Forsthaus Neuwalde" als Gasthaus bewirtschaftet. Nach einer langen Schließung eröffnete das Lokal 1998 nach Rekonstruktionsmaßnahmen wieder. Im Dezember 2014 wurde die beliebte Ausflugsgaststätte aus gesundheitlichen Gründen geschlossen, 2016 wurde sie wiedereröffnet.

### Ziegelei
1874 entstand im zu Neuwalde gehörigen Anteil von Neugersdorf die  Ziegelei C. A. Kreutziger. Sie betrieb nördlich des  Wacheberges mehrere Lehmgruben. Die Wallfahrtskirche in Philippsdorf wurde aus Neuwalder Ziegeln erbaut. 1896 erfolgte die Stilllegung der Ziegelei.

## Tourismus
Durch Neuwalde führen der Oberlausitzer Ringweg und der Karasek-Rundweg.